# 조르주 페도

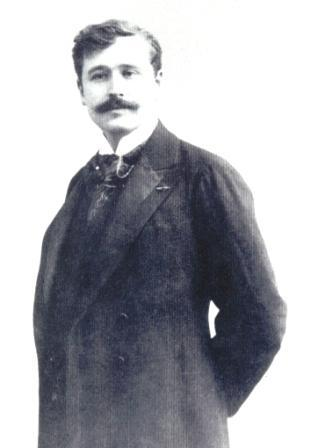
조르주 페이도

조르주 페도(Georges Feydeau)는 1862년 12월 8일 파리에서 태어나 1921년 6월 5일 뤼에유말메종에서 사망한 프랑스의 극작가, 화가이자 예술품 수집가로, 수많은 “보드빌” 작품으로 유명하다.

## 생애
조르주 페도는 작가 에르네스트 페도와 폴란드계 유대인 레오카디 보구슬라바 잘레프스카(1838 바르샤바 – 1924 뉘이쉬르센)의 아들이다. 어머니 레오카디 보구슬라바 잘레프스카는 보구슬라프 젤레프스키와 루이즈 리테르방의 딸로 '용맹한 여인'이라 불렸다. 조르주 페도는 1862년 12월 8일 클리시 가 49번지에서 태어났다. 본인 스스로에 따르면, 어머니는 그가 나폴레옹 3세의 자식이라고 밝혔다. 다른 자료들은 그가 플라오 백작의 아들이자(황제의 이복동생이던 모르니 공작의 아들이었음을 나타낸다. 
파리에서 소설가의 아들로 태어나 <맥심의 여인들> <아메리의 시중을 들라> <아기에게 하제(下劑)를> 등 보드빌의 걸작을 차례로 발표하여 성공을 거뒀다. 경묘(輕妙)하고 유창하며 리드미컬한 대사, 교묘하게 짜여진 줄거리 등으로 오늘날까지 그 생명을 유지하고 있으며 코메디 프랑세즈의 중요한 상연물의 하나로 되어 있을 뿐 아니라, 그 부조리한 세계가 새로운 평가를 받고 있다.

## 개요
성격이나 풍습희극 단계를 떠나서 우연한 사건과 급박한 전환, 인물과 장소의 오인 등 숨 가쁘게 전개되는 연극적 장치들을 통해 인물들을 황당하고 부조리한 결말에 이르게 한다. 그의 작품은 등장인물이 극적 상황과 무대 공간의 행동 사이의 긴밀한 관계에 주목해 정교한 연극적 장치들을 주조함으로써 19세기 후반 벨에포크 시대를 풍미한 대중희극의 상징으로 평가된다. 조르주 페이도는 문학과 연극에 조예가 깊었던 부모의 영향으로 그는 어릴 적부터 뛰어난 문학적 기질과 풍부한 감성을 가지고 일찌감치 연극의 길로 들어섰다. 1908년 이후에는 자신에게 작가적 성공을 가져다준 보드빌 장르를 포기하고, 요란한 익살 광대 극을 연상시키며 남녀 관계의 불화와 부부 싸움을 집요하게 그린 소극들을 발표한다. 페이도의 희극은 프랑스 현대연극의 방향에 기여했을 뿐만 아니라, 오늘날 프랑스 연극 무대에서 셰익스피어, 몰리에르, 마리보와 견줄 만한 대중적 성과를 이룩했다.